# Neoliodes backstroemi
Neoliodes backstroemi är en kvalsterart som beskrevs av Trägårdh 1931. Neoliodes backstroemi ingår i släktet Neoliodes och familjen Neoliodidae. Inga underarter finns listade i Catalogue of Life.